# Плитка Соколара — Тейлор
Плитка Соколара — Тейлор — это одиночная плитка, которая апериодична на плоскости, что означает, что возможны только непериодичные замощения на плоскости при разрешении вращения и зеркального отражения. Плитка была первым примером одиночной апериодичной плитки, или «einstein» (игра слов, нем. ein stein означает «один камень», и так же записывается фамилия физика Альберта Эйнштейна). Плитка Соколара — Тейлор строится на основе правильного шестиугольника с некоторым узором для обеспечения локального правила соединения. Чтобы реализовать это локальное правило без условий на узор (на картинках узор присутствует только для понимания общей структуры), плитка является несвязной, так как это правило не может быть геометрически реализовано в двухмерном пространстве в виде связной плитки. Из-за этого, для полного решения «Задачи одной плитки» в двумерном пространстве потребовались другие техники.
Также можно реализовать связную плитку в трёхмерном пространстве — ещё в оригинальной статье Соколар и Тейлор предложили трёхмерный аналог моноплитки. Однако плитка позволяет замощению периодичность в одном направлении, если сдвигать один (непериодичный) двумерный слой на другой слой, так что плитка лишь «слабо апериодична». Физические трёхмерные плитки не могут быть соединены вместе без разрешения зеркальной копии, что потребовало бы выход в четырёхмерное пространство.

## Галерея
- Геометрическое представление моноплитки. Чёрные линии используются для принуждения апериодичности.
- Трёхмерный аналог плитки без узора на плитке — правила соединения реализуются геометрически.

- Трёхмерный аналог моноплитки с узором на плитке, реализующем правила соединения. Красные линии включены лишь для отражения структуры плитки.
Заметим, что это тело является связным.
- Часть замощения трёхмерного пространства моноплиткой.
- Замощение трёхмерного пространства с удалённой одной плиткой, чтобы показать структуру.